# Ten Bussche
Ten Bussche (ook: van den Bussche) was een van de voornaamste Zwolse regentengeslachten uit de 15e en 16e eeuw. In deze periode bekleedden twaalf leden van deze familie de functie van schepen. Herman ten Bussche stichtte omstreeks 1400 het Buschklooster. Het klooster werd bewoond door Augustijnenzusters en stond aanvankelijk buiten de muren van Zwolle in de omgeving van Groot Wezenland. De kloosterorde was genoodzaakt om tweemaal de veiligheid binnen de stadsmuren te zoeken. Toen het klooster in 1524 voor de tweede keer was verwoest vestigde Herman ten Busche, schout van Zwolle, de kloosterorde in zijn ouderlijke huis aan de Grote Aa (thans Gasthuisplein).
Een andere telg, genaamd Gherbert ten Bussche, liet samen met Jacob van Twenhuysen in de zomer van 1463 de Onze-Lieve-Vrouwetoren bouwen.